# Arcelin (Płońsk)
Pour les articles homonymes, voir Arcelin.
Arcelin (prononciation : [arˈt͡sɛlin]) est un village polonais de la gmina de Płońsk dans le powiat de Płońsk de la voïvodie de Mazovie dans le centre-est de la Pologne.
Il se situe à environ 5 kilomètres à l'ouest de Płońsk (siège de la gmina et du powiat) et à 67 km au nord-ouest de Varsovie (capitale de la Pologne).

## Histoire
De 1975 à 1998, le village appartenait administrativement à la voïvodie de Ciechanów.